# Makaron ryżowy

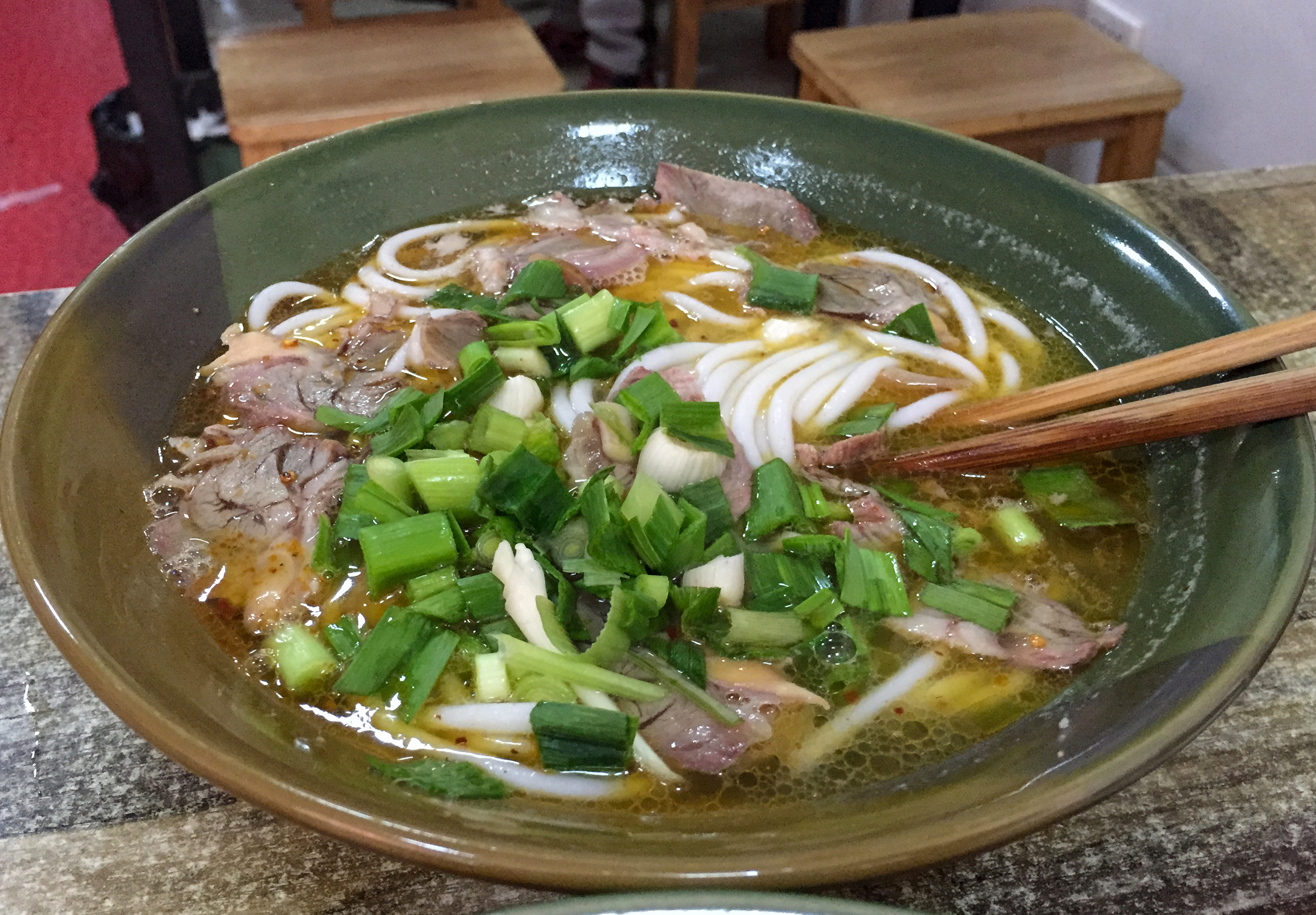
Makaron ryżowy w zupie

Makaron ryżowy – rodzaj makaronu przygotowanego z mąki ryżowej i wody. Może być mieszany z mięsem i warzywami, smażony lub gotowany w bulionie i podawany jako makaron do zupy.

## Historia
Makaron ryżowy powstał w czasach dynastii Qin (259-210 p.n.e.) i jest spożywany w Chinach od ponad 2000 lat. Kiedy najeźdźcy z północnych Chin najechali na południe, byli bardziej przyzwyczajeni do jedzenia makaronu z mąki pszennej niż gotowanego ryżu. Aby się dostosować, kucharze z północy próbowali przygotować "makaron" z ryżu, wymyślając w ten sposób makaron ryżowy. Z czasem makaron ryżowy i metody jego przetwarzania zostały wprowadzone na całym świecie, stając się szczególnie popularne w Azji Południowo-Wschodniej.

## Klasyfikacja
Na rynku dostępne są różne rodzaje makaronu ryżowego. Najbardziej znane produkty pochodzą z prowincji południowych Chin, takich jak Jiangxi, Guangdong, Guangxi, Junnan i Hunan. Pod wpływem prowincji, w których są produkowane, specjalnych procesów produkcyjnych, kultur i tła historycznego, różne rodzaje makaronu ryżowego nabrały cech charakterystycznych dla ich geograficznych regionów.

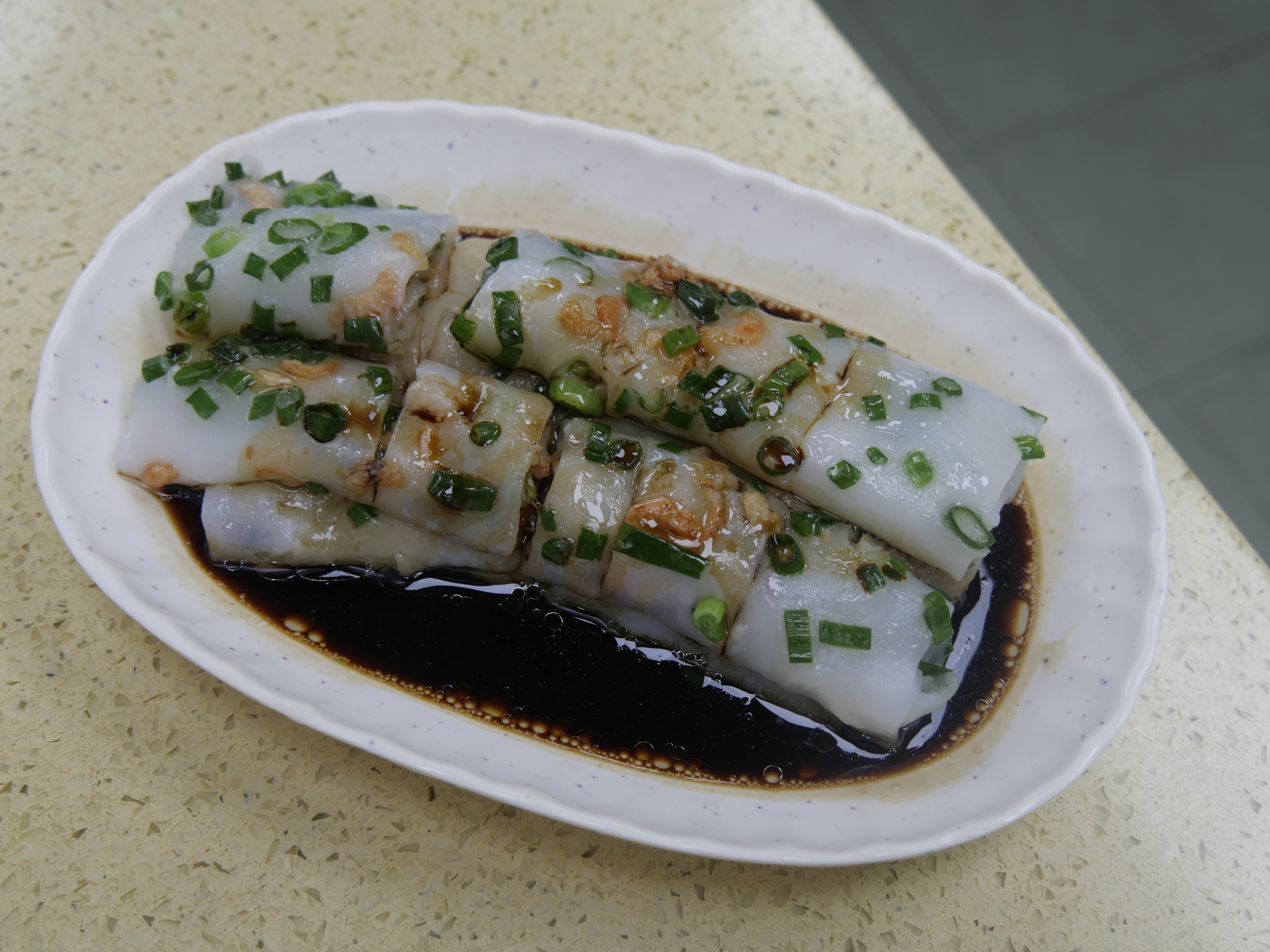
Makaron ryżowy z nadzieniem z krewetek

Chiński makaron ryżowy jest dalej klasyfikowany na podstawie jego kształtu, na który wpływa zastosowana metoda formowania i zawartość wilgoci.
Istnieją trzy główne metody formowania:
1) Makaron cięty (po chińsku qiefen) – gotowane na parze arkusze makaronu ryżowego są cięte na prostokąty o grubości 1 mm, 4–6 mm szerokości i ≈200 mm długości.

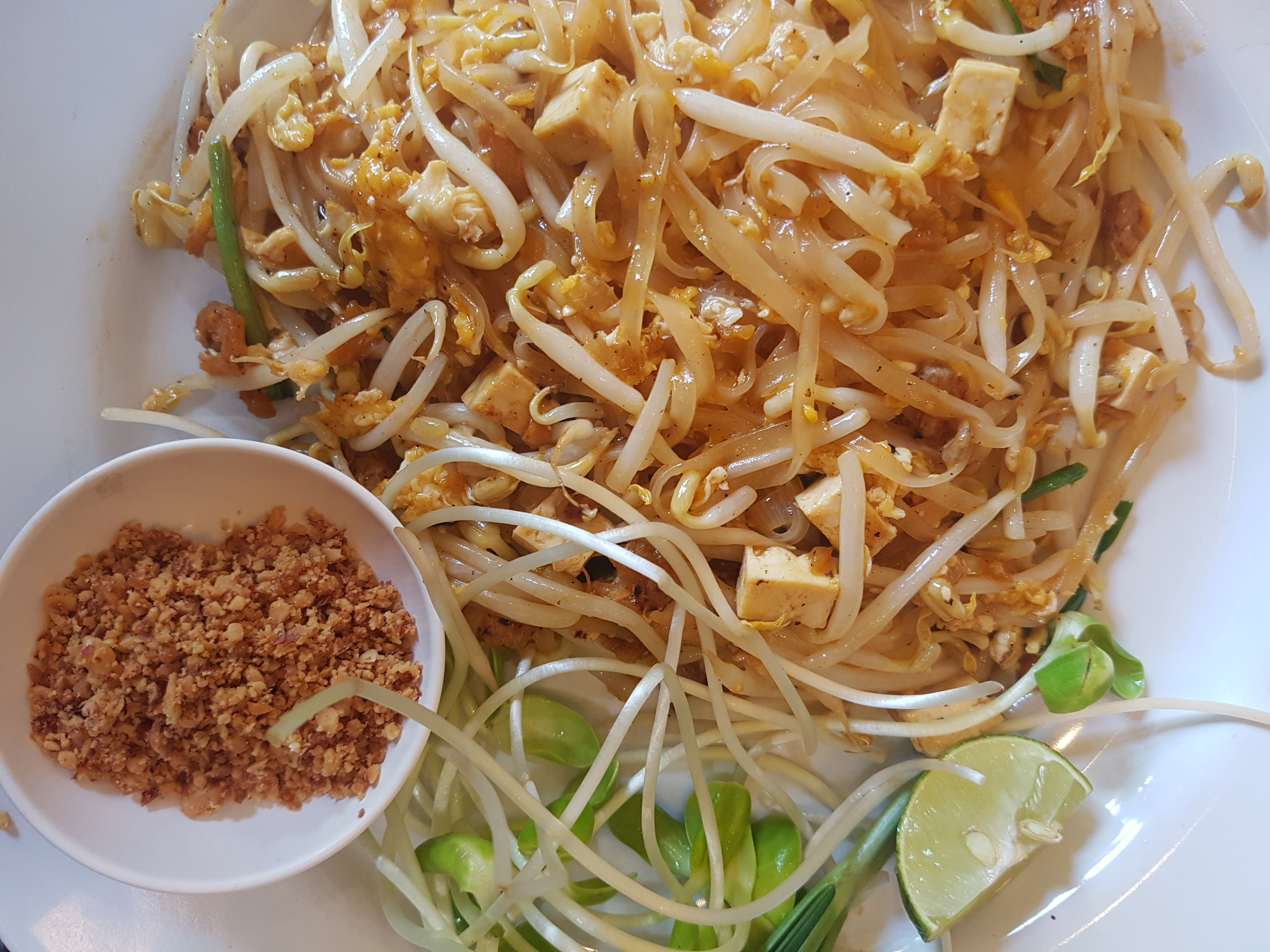
Pad thai z makaronem ryżowym

2) Makaron wytłaczany (po chińsku zhafen) – gotowana na parze pasta ryżowa jest wytłaczana w paski przy użyciu różnych form. Długość pasków wynosi ≈200-400 mm, średnica waha się między 1 a 3 mm.
3) Makaron do rozprowadzania i zwijania (po chińsku changfen). Owijki z makaronu ryżowego są zwijane i wypełniane różnym nadzieniem.
Zawartość wilgoci wpływa na okres trwałości produktu, a także na sposób spożywania makaronu ryżowego. Jest to również głównym czynnikiem wpływającym na smak i jakość makaronu. Chiński makaron ryżowy dzieli się na dwie grupy na podstawie zawartości wilgoci: odwodniony i świeży. Zawartość wilgoci w produktach odwodnionych wynosi ≈15-25%, podczas gdy zawartość wilgoci w świeżych produktach wynosi 40-65%.

## Obróbka
Tradycyjnie makaron ryżowy produkowany jest w długim procesie obejmującym dojrzewanie ryżu, płukanie,  moczenie, mielenie, podgrzewanie (gotowanie na parze lub we wrzątku), formowanie (wytłaczanie lub cięcie), chłodzenie i suszenie.
Dojrzewanie ryżu
Surowy (niepoddany procesowi mielenia) ryż jest poddawany procesowi dojrzewania przez okres do 9 miesięcy. Starzenie w ten sposób niebielonego ryżu pozwala uzyskać bardziej puszysty i twardszy ugotowany ryż, a także makaron o twardszej, bardziej pożądanej teksturze.
Płukanie ryżu
Procedury czyszczenia surowego ryżu są niezbędne do usunięcia kurzu i innych zanieczyszczeń.
Moczenie ryżu
Czas moczenia ryżu może wynosić od kilku godzin (krótki czas) do kilku dni (długi czas) i zależy od tego, czy produktem końcowym będzie odpowiednio niesfermentowany lub sfermentowany makaron ryżowy. Naturalna fermentacja zachodzi po długim moczeniu ryżu. Celem moczenia przez krótki czas jest umożliwienie przeniknięcia wody do ziarna ryżu, co skutkuje wysoką zawartością wilgoci i mniej sztywną strukturą bez inicjowania fermentacji. Fermentację przy długotrwałym moczeniu ułatwiają różne mikroorganizmy, zwłaszcza bakterie kwasu mlekowego (LAB) i drożdże.
Mielenie i przesiewanie
Gdy namoczony ryż osiągnie odpowiednią wilgotność, jest mielony, a następnie przesiewany (tylko po zmieleniu na sucho). Stosowane są dwie różne metody mielenia: na sucho i na mokro.
Mielenie na sucho – dotyczy głównie ryżu moczonego przez krótki czas, do mielenia stosuje się wtedy młyn młotkowy. Po zmieleniu do odpowiedniego rozmiaru, cząstki ryżu mogą przejść przez sita o oczkach 60 lub 80.

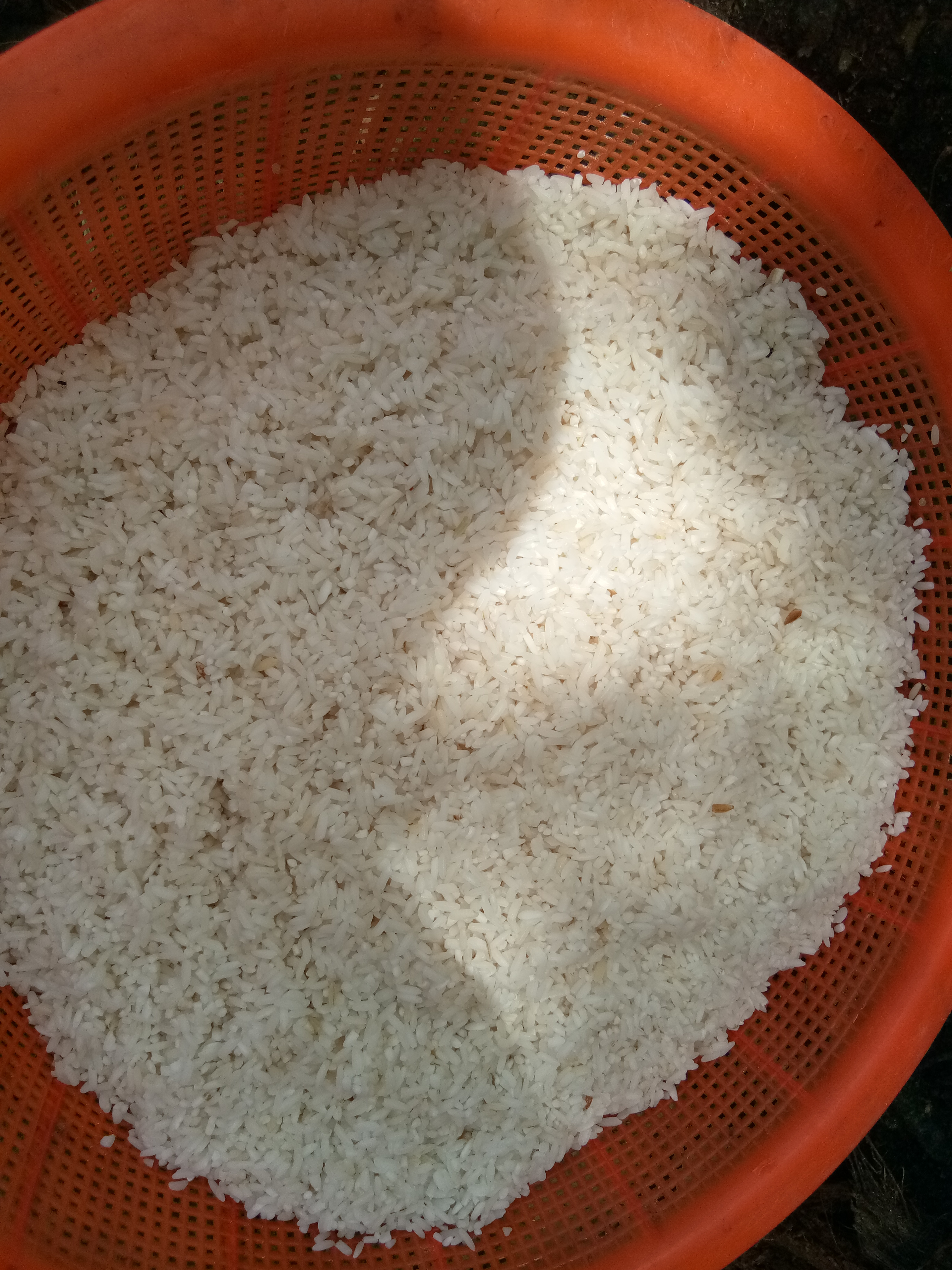
Mokry ryż przygotowany do mielenia

Mielenie na mokro – dotyczy głównie ryżu moczonego przez długi czas. Podczas mielenia na mokro do młynka kołowego dodawana jest woda, co pozwala uzyskać zawiesinę ryżową o gładkiej konsystencji.
Wstępna żelatynizacja
Ponieważ mąka ryżowa nie zawiera glutenu i ma słabe właściwości wiążące, jest ona poddawana procesowi zwanemu wstępną żelatynizacją, polegającą na dodaniu wrzącej wody lub pary do mąki ryżowej, aby wyciągnąć naturalną skrobię ryżową, która pomaga związać ciasto razem, gdy jest ono ugniatane.
Formowanie
Proces kształtowania zmielonego ryżu, dzieli się na dwie metody: wytłaczanie i cięcie.
Wytłaczanie jest ważną metodą formowania, która pozwala uzyskać makaron ryżowy o zaokrąglonym kształcie. Zawiesina ryżowa jest najpierw transportowana przez nośnik taśmowy w arkuszach o grubości około 5 mm. Arkusze są następnie wstępnie gotowane na parze przez 4-5 minut w temperaturze 90 °C.
Makaron ryżowy może być również krojony w odpowiednie kształty. Przed pokrojeniem, zmielony ryż musi zostać poddany dwóm procedurom podgrzewania. Najpierw część zmielonego ryżu (≈20–30%) jest wstępnie gotowana na parze, po czym dodawana jest pozostała część zmielonego ryżu w celu uzyskania gęstej zawiesiny ryżowej, która jest formowana w arkusze o grubości 1–3 mm. Arkusze są następnie w pełni gotowane na parze, a nośniki taśmowe transportują ugotowane na parze arkusze ryżu do pocięcia na prostokątny makaron.
Chłodzenie

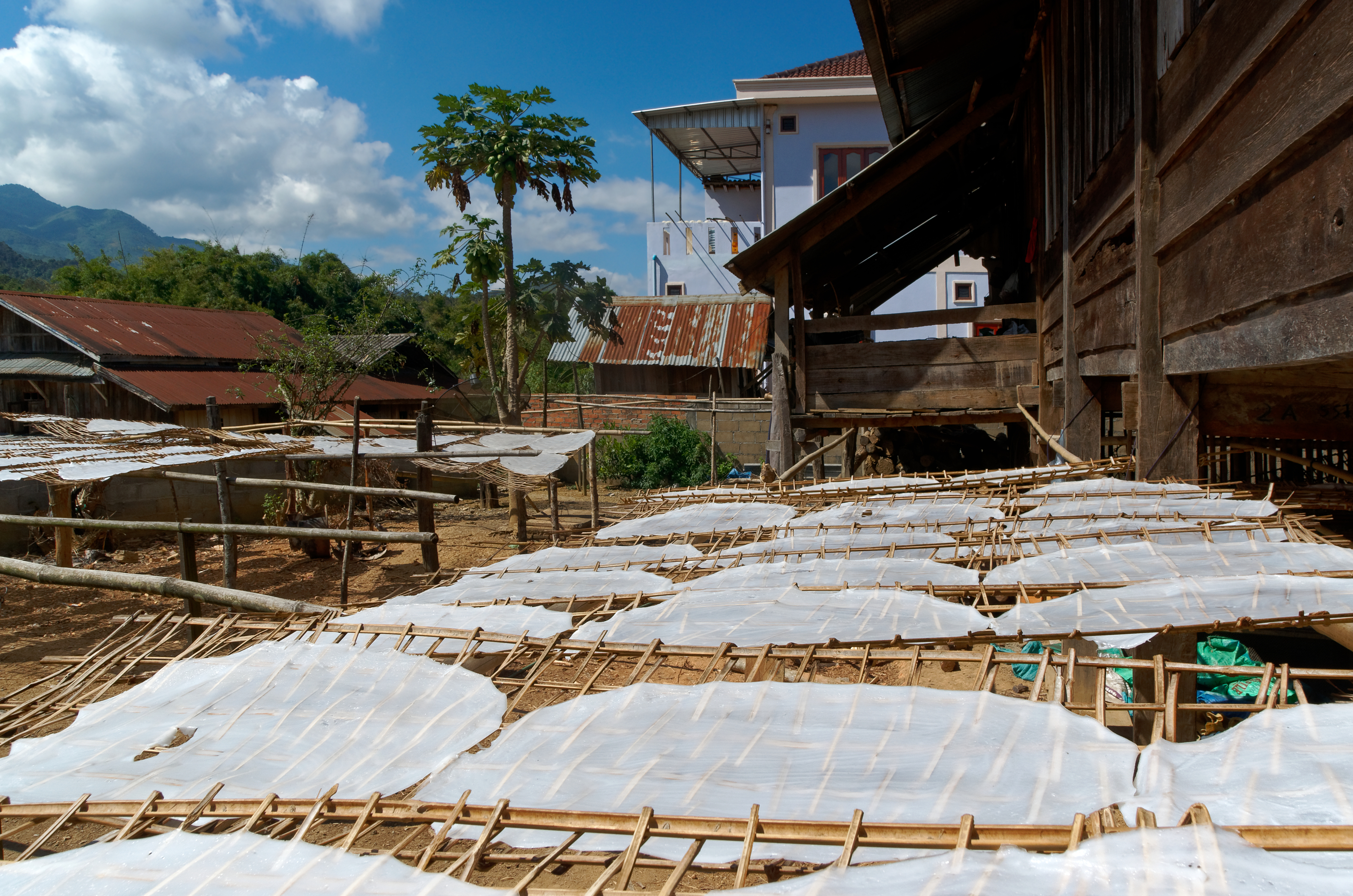
Suszenie ciasta na makaron ryżowy

Po ugotowaniu makaron należy szybko schłodzić w zimnej kąpieli wodnej (0 - 10 ℃). Szybkie podgrzewanie, a następnie chłodzenie jest niezbędnym krokiem do dalszej żelatynizacji skrobi w makaronie, dzięki czemu staje się on gładki i śliski, co pozwala uniknąć zlepiania się podczas pakowania.
Suszenie

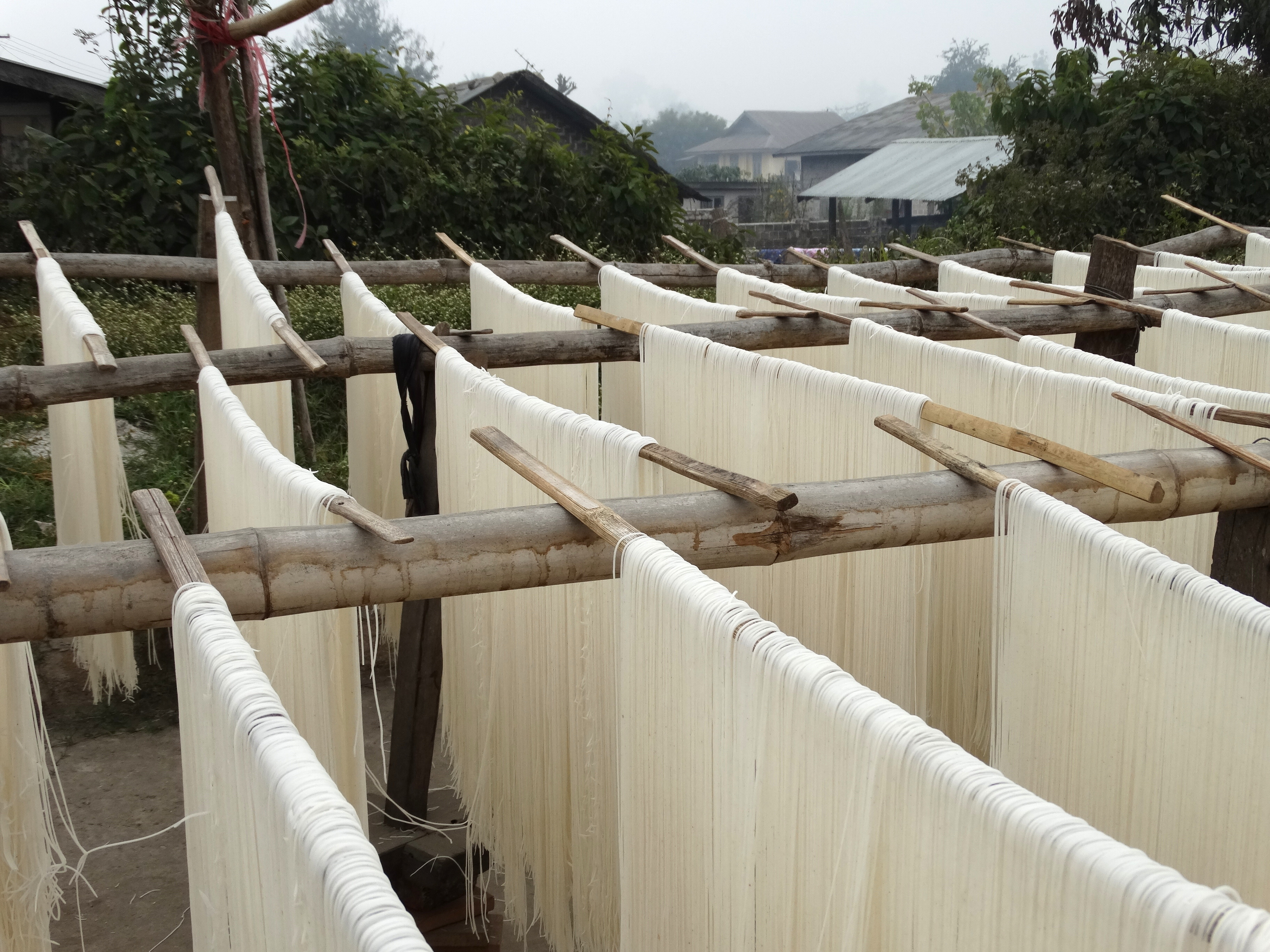
Suszenie makaronu ryżowego

Suszenie makaronu ryżowego musi przejść przez następujące trzy etapy:
1) etap niskiej temperatury – temperatura 25 °C.
2) etap wysokiej temperatury – temperatura w zakresie od 38 ℃ do 42 ℃
3) etap chłodzenia – na tym etapie temperatura powinna być kontrolowana zgodnie z warunkami klimatycznymi oraz rzeczywistymi warunkami suchości i wilgotności makaronu ryżowego